# Paul De Visscher
Paul Marie Albert De Visscher (* 26. September 1916 in Oxford; † 5. November 1996 in Woluwe-Saint-Pierre) war ein belgischer Jurist im Bereich des Völkerrechts. Er fungierte ab 1947 als Professor an der Katholischen Universität Löwen und ab 1968 an der französischsprachigen Université catholique de Louvain. Darüber hinaus wirkte er als Mitglied des Ständigen Schiedshofs in Den Haag.

## Leben
Paul De Visscher wurde 1916 in Oxford geboren, da sein Vater Charles De Visscher mit Beginn des Ersten Weltkrieges nach England gegangen war und die Familie erst nach Kriegsende nach Belgien zurückkehrte. Sein Studium der Rechtswissenschaften schloss er 1940 mit der Promotion an der Katholischen Universität Löwen ab, an der er ab 1943 als Lehrbeauftragter und ab 1947 als ordentlicher Professor für öffentliches und internationales Recht wirkte, nach der Teilung der Universität 1968 an der französischsprachigen Université catholique de Louvain. Zeitweise war er auch Dekan der juristischen Fakultät der Universität, in den Jahren 1983/1984 leitete die nach seinem Vater benannte Abteilung für internationales Recht (Département de droit international Charles De Visscher). Darüber hinaus gehörte er dem Kuratorium der Haager Akademie für Völkerrecht sowie dem Ständigen Schiedshof an.
Im Jahr 1954 wurde Paul De Visscher in das Institut de Droit international aufgenommen, in welchem er, wie zuvor bereits sein Vater sowie sein Onkel Fernand De Visscher, von 1969 bis 1981 das Amt des Generalsekretärs innehatte. Ab 1970 war er Mitglied der Königlichen Akademie der Wissenschaften und Schönen Künste von Belgien. Er starb 1996 in Woluwe-Saint-Pierre.

## Werke (Auswahl)
- De la conclusion des traités internationaux, étude de droit constitutionnel comparé et de droit international. Brüssel 1943
- Le contrôle parlementaire de l'action gouvernementale. Brüssel 1957
- Problèmes de droit public et de droit international dans la vie juridique de la Communauté Européenne du Charbon et de l'Acier. Paris 1958
- Les aspects juridiques fondamentaux de la question de Suez. Paris 1958